# مجرای یونی وابسته به ولتاژ
مجرای یونی وابسته به ولتاژ (انگلیسی: Voltage-gated ion channel) نوعی مجرای یونی است که باز و بسته شدن آن ناشی از تغییر ولتاژ غشای سلولی است. کانالهای یونی گروهی از پروتئین‌های تراپوسته‌ای هستند.

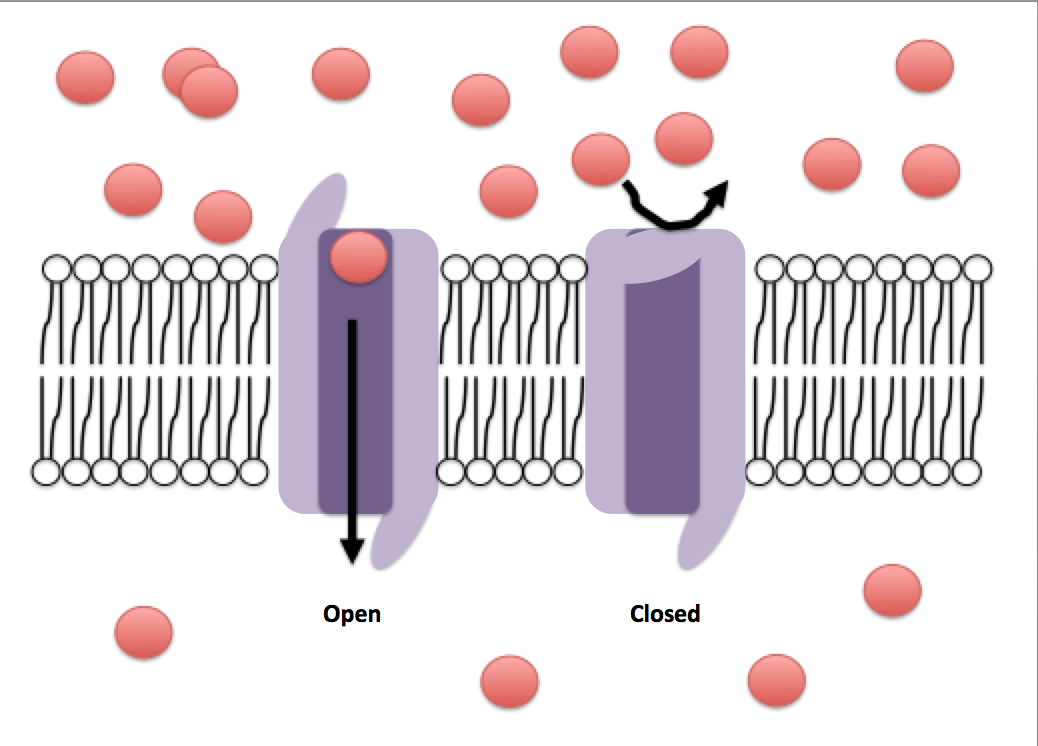
Ions are depicted by the red circles. A gradient is represented by the different concentration of ions on either side of the membrane. The open conformation of the ion channel allows for the translocation of ions across the cell membrane, while the closed conformation does not.

این نوع کانال‌ها در سلولهای مختلفی از جمله نورونها مشاهده می‌شوند و عملکرد آنها اهمیت بسیاری دارد. تحریک نورونها در سیناپس‌ها و انقباض عضلانی از کارکردهای این نوع مجراها هستند.

## انواع
بر اساس یون عبورکننده چهار نوع مهم مجرای یونی وابسته به ولتاژ داریم:
- یون سدیم
- یون کلسیم
- یون پتاسیم
- یون کلر
- یون هیدروژن